# Das Eismeer ruft (1984)
Das Eismeer ruft ist ein deutscher Kinderfilm der DEFA von Jörg Foth aus dem Jahr 1984. Er beruht auf dem gleichnamigen Kinderbuch von Alex Wedding.

## Handlung
Prag im Jahr 1934: Der zehnjährige Anton, der neunjährige Alex, die achtjährige Rosi, der sechsjährige Ferdi und der Junge Rudi hören in ihrem selbst gebastelten Radio die Nachricht, dass das Schiff Cheliuskin im Nordpolarmeer vom Packeis eingeschlossen ist und die Besatzung nicht gerettet werden kann. Sie beschließen, auf Expedition gen Nordpol zu gehen und die Schiffbrüchigen zu retten. Zur Finanzierung verkaufen sie unter anderem ihre Briefmarkensammlung und eine Taschenuhr. Sie organisieren sich Mehl, hat Rosi doch angeboten, immer Eierkuchen für alle zu backen, bauen sich einen Kompass und stehlen aus der Schule eine Weltkarte, auf der sie ihren Fortschritt gen Norden ablesen wollen. Vorsichtige Berechnungen lassen die Gruppe einen Fußmarsch von 9000 Kilometern einplanen. Das erste Stück jedoch soll per Bahn zurückgelegt werden.
Schon am Bahnhof wird die aus Sicherheitsgründen verkleidete Gruppe verkleinert: Der aufgrund eines Gipsbeins sowieso eher hinderliche Rudi bleibt zurück, da das gesparte Geld nur für eine Fahrkarte für vier reicht. Weil die vier Kinder im Zug wiederum negativ auffallen, als sie Krafttraining durch Überkopfhängen an den Gepäckstangen üben, müssen sie vorzeitig aussteigen. Es geht weiter querfeldein, die Gruppe folgt der Kompassanzeige gen Norden. Bald wird der Jüngste, Ferdi, quengelig, da er nicht weitergehen kann. Er freundet sich mit einer schwarzen Maus an, die er Michael nennt, und in der Folge in einer kleinen Kiste mit sich trägt. Es kommt zu kleineren Reibereien: Anton als der Älteste führt die Gruppe an und will am Tag so viel Wegstrecke wie möglich zurücklegen und zum Unmut der anderen keine Pausen machen. Bald halten sie jedoch an einer Wegmarke, die ihnen zeigt, dass sie bereits etwas mehr als 30 Kilometer von Prag entfernt sind. Sie rasten. Die Stimmung sinkt, als Rosi aus Mehl und Wasser verbrannte Eierkuchen zaubert, die nur Alexander klaglos isst. Die Kinder übernachten auf einer Wiese und Ferdi, der am nächsten Tag nicht weitergehen will, stellt sich krank. Er wird nun von den anderen auf der zur Trage umfunktionierten Weltkarte zu Rosis Tante gebracht, die in der Nähe wohnt. Hier waschen sich die Kinder, essen zu Abend und schlafen schließlich in weichen Federbetten ein. Die Nachrichten bringen die Information, dass den Überlebenden des Tscheljuskin-Untergangs trotz verschiedener Versuche noch nicht geholfen werden konnte. Zudem werden die vier Kinder als vermisst gemeldet.
Am nächsten Morgen erscheinen zwei Polizisten bei Rosis Tante, und die vier Kinder eilen überstürzt davon. Sie können den Polizisten entkommen, indem sie einen Fluss durchwaten. Ihr nächstes Ziel ist ein angeblich geheimer Gang, der sie von Prag direkt nach Deutschland bringen soll. Zwar finden sie einen Höhlengang, doch betritt der noch im Nachthemd gekleidete Ferdi ihn erst, nachdem er die Maus Michael in die Freiheit entlassen hat. Die Karte müssten sie zurücklassen, da sie zu sperrig ist, das Glas mit dem Kompass geht in der Dunkelheit zu Bruch. Anton wiederum zündet zur Sicherheit eine Feuerwerksrakete, die sie als Notsignal mitgenommen hatten, und sieht, dass der Höhlenboden voller Risse ist. Die Expedition muss abgebrochen werden. Am Ufer der Moldau werden die vier Kinder von Flößern mit zurück nach Prag genommen. Zwar ist Anton enttäuscht, dass die Expedition ein Misserfolg war, doch werden die Kinder von ihren Kameraden in Prag wie Helden empfangen. Von ihren Eltern bekommen sie den Hintern versohlt. In der Zwischenzeit wurden die Tscheljuskin-Überlebenden mit Flugzeugen gerettet. Der Tag endet mit einem großen Fest.

## Produktion

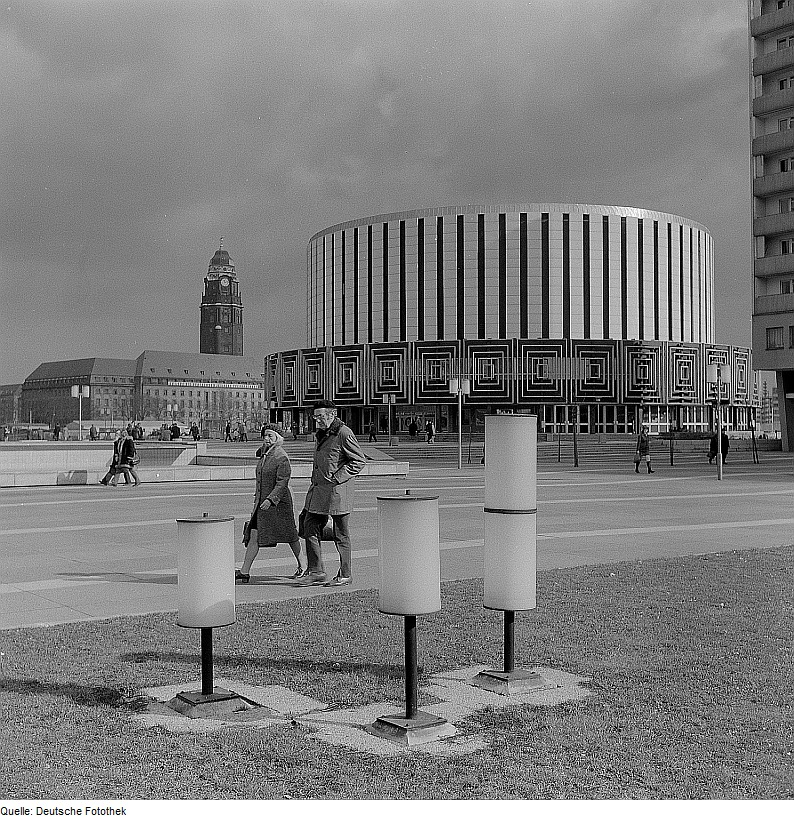
Das Filmtheater Prager Straße, Premierenkino von Das Eismeer ruft

Das Eismeer ruft erlebte am 30. März 1984 im Dresdner Filmtheater Prager Straße seine Premiere. Am gleichen Tag kam er in die Kinos der DDR und lief am 11. Mai 1985 erstmals auf DFF 1 im Fernsehen der DDR. Am 7. November 1985 lief der Film auch in der Bundesrepublik in den Kinos an und erlebte am 4. Juli 1986 in der ARD seine Fernsehpremiere in der BRD.
Das Eismeer ruft war das Filmdebüt von Jörg Foth. Der Film enthält parallel zur Handlung eingeschnittene Originalaufnahmen der Schiffskatastrophe, der anschließenden Zeit von Besatzung und Passagieren auf dem Eis und der Rettung der Personen. Sind die Kinderszenen in Farbe gehalten, werden die Originalaufnahmen in Schwarzweiß gezeigt.

## Kritiken
Die zeitgenössische Kritik schrieb, dass Regisseur Jörg Foth „zu diesem beglückendem Erstling herzlich zu gratulieren ist.“ „Sein Talent beweist sich, indem er vor allem auf die tiefe Erlebnisfähigkeit und Phantasie seiner jungen Darsteller vertraut. Auch für sie, das zeigt der Film, ist es ein Abenteuer, über sich hinauszuwachsen, im kindlichen Spiel das Sich-Beteiligen-Wollen in der Gesellschaft zu probieren.“ Die zeitgenössische Kritik verglich den Film unter anderem mit dem Kolorit der Prag-Beschreibungen von Karel Čapek und Egon Erwin Kisch.
Der film-dienst nannte den Film „eine auch stilistisch reizvolle, spielerische Ode an den Idealismus der Kindheit, die Tugenden wie Hilfsbereitschaft, Toleranz und Verständnis propagiert.“ „Eine Hymne auf Toleranz und Träume“, befand Cinema.

## Auszeichnungen
Auf dem 4. Nationalen Filmfest „Goldener Spatz“ für Kinderfilme der DDR in Kino und Fernsehen in Gera wurde Das Eismeer ruft 1985 mit dem Sonderpreis des Verbandes der Film- und Fernsehschaffenden ausgezeichnet. Er erhielt 1985 „für hervorragende künstlerische Leistung auf dem Gebiet des Kinderfilms“ zudem den Kritikerpreis des Verbandes der Film- und Fernsehschaffenden der DDR.